# Терехов, Олег Анатольевич
Олег Анатольевич Терехов (20 ноября 1966, Новоалтайск, Алтайский край) — заслуженный тренер России по муайтай (тайский бокс). Один из основателей тайского бокса в России. Главный тренер сборной России (1997–2007), вице-президент Европейской федерации муайтай (2007-2010). Организатор крупнейших международных профессиональных турниров по тайскому боксу в России. Награждён Почётным знаком Министерства спорта Российской Федерации «За заслуги в развитии физической культуры и спорта». 
Выдвигался в Госдуму 8 созыва от Партии Роста по региональной группе Челябинск-Коми.

## Биография
Родился 20 ноября 1966 года в Новоалтайске, Алтайского края, где с 9 лет начал заниматься классической (греко-римской) борьбой. В 12 лет перешел в бокс, став финалистом Россовета «Спартак» и призёром ЦС «Трудовые резервы».
В 1984 году поступил на радиотехнический факультет Новосибирского электротехнического института (НЭТИ), но после первого курса был призван в армию (в те годы в большинстве институтов отсрочка студентам не предоставлялась). После службы вернулся в вуз, однако в 1988 году оставил учёбу и поступил на службу в ОМОН Новосибирской области.
В 1990 году начал проводить тренировки по тайскому боксу, став одним из первых советских тренеров в этом виде спорта.
В 1992 году совместно сСергеем Заяшниковым основал Российскую лигу муай-тай (РЛМТ), организовав совместно с ним серию профессиональных турниров в Новосибирске (1992–1994).
С 1993 года регулярно посещал тренировочные лагеря в Таиланде и Нидерландах (Chakuriki Gym Тома Харинка)
С 1993 по 1996 год представлял Россию в международных организациях муайтай: Международной федерации муайтай (IMF), Всемирной ассоциации муайтай (WMTA), Европейской Ассоциации Муайтай (EMTA), Всемирном Совете муайтай (WMC), а позже, с 2009 по 2012 год - во Всемирном боксерском Совете Муайтай (WBC Muaythai).
В 1996 году переехал в Челябинск. Год спустя возглавил сборную России по тайскому боксу.

С 2000 по 2003 год работал тренером в японской компании Honma Kogyo.
В 2005 году участвовал в подготовке сборной киокусинкай к турниру по саньда в Китае.
После ухода с поста главного тренера в 2007 году возглавил Комиссию по развитию профессионального спорта при Федерации тайского бокса России и был избран вице-президентом Европейской федерации муайтай.
С 2007 по 2023 годы в Москве и Челябинске провел несколько крупных международных турниров.
С 2012 года — директор спортивной школы олимпийского резерва «Мастер» г. Челябинска.
В 2019 году  в Куала Лумпуре занимался подготовкой сборной Малайзии к Играм стран Юго-Восточной Азии. 

## Образование
Уральская государственная академия физической культуры
Финансовый университет при Правительстве Российской Федерации
Барнаульский торгово-коммерческий техникум

## Звания
Заслуженный тренер России по тайскому боксу

## Награды
Почётный знак «За заслуги в развитии физической культуры и спорта»
Медаль «80 лет Госкомспорту России»

## Достижения спортсменов
| Год  | Спортсмен          | Наименование соревнований                                                                             | Место поведения              | Результат                                                                        |
| ---- | ------------------ | --- | ---------------------------- | -------------------------------------------------------------------------------- |
| 1994 | Александр Ушаков   | Чемпионат СНГ по тайскому боксу                                                                       | Одесса, Украина              | 1 место                                                                          |
| 1995 | Ольга Власова      | Бой за титул чемпионки мира по кикбоксингу ISKA                                                       | Сан-Хосе, США                | Титул чемпионки мира                                                             |
| 1996 | Александр Ушаков   | Чемпионат мира по тайскому боксу                                                                      | Бангкок, Таиланд             | 2 место                                                                          |
| 1997 | Дмитрий Мельников  | Кубок Европы по тайскому боксу                                                                        | Риччоне, Италия              | 1 место                                                                          |
| 1998 | Сергей Маткин      | Кубок Короля Таиланда                                                                                 | Самутпракан, Таиланд         | 2 место                                                                          |
| 2000 | Сергей Маткин      | Чемпионат Европы по тайскому боксу                                                                    | Пафос, Кипр                  | 1 место                                                                          |
|      | Светлана Новикова  | Чемпионат Европы по тайскому боксу                                                                    | Пафос, Кипр                  | 1 место                                                                          |
| 2001 | Сергей Маткин      | Чемпионат мира по тайскому боксу                                                                      | Бангкок, Таиланд             | 2 место                                                                          |
|      | Светлана Новикова  | Чемпионат мира по тайскому боксу                                                                      | Бангкок, Таиланд             | 1 место                                                                          |
| 2002 | Екатерина Цепелева | Чемпионат Европы по тайскому боксу                                                                    | Калдаш-да-Раинья, Португалия | 1 место                                                                          |
| 2003 | Екатерина Цепелева | Чемпионат мира по тайскому боксу                                                                      | Бангкок, Таиланд             | 1 место                                                                          |
|      | Светлана Новикова  | Чемпионат мира по тайскому боксу                                                                      | Бангкок, Таиланд             | 3 место                                                                          |
| 2004 | Екатерина Цепелева | Чемпионат мира по тайскому боксу                                                                      | Чиангмай, Таиланд            | 1 место                                                                          |
|      | Роман Тараканов    | Чемпионат мира по тайскому боксу                                                                      | Чиангмай, Таиланд            | 3 место                                                                          |
| 2005 | Екатерина Цепелева | Чемпионат мира по тайскому боксу                                                                      | Бангкок, Таиланд             | 1 место                                                                          |
| 2007 | Денис Тябин        | Кубок мира по тайскому боксу                                                                          | Бангкок, Таиланд             | 2 место                                                                          |
| 2008 | Денис Тябин        | Всемирные Игры боевых искусств                                                                        | Пусан, Южная Корея           | 2 место                                                                          |
|      | Роман Тараканов    | Бой за титул чемпиона Европы EMF                                                                      | Челябинск, Россия            | Титул чемпиона Европы EMF                                                        |
| 2010 | Денис Тябин        | Чемпионат Европы                                                                                      | Рим, Италия                  | 3 место                                                                          |
| 2012 | Хаял Джаниев       | Бой за титул Интерконтинентального чемпиона WBC Muaythai и чемпиона Европы WBC Muaythai               | Челябинск, Россия            | Титул Интерконтинентального чемпиона WBC Muaythai и чемпиона Европы WBC Muaythai |
|      | Александр Савин    | Кубок мира по тайскому боксу                                                                          | Тегеран, Иран                | 1 место                                                                          |
| 2013 | Хаял Джаниев       | Чемпионат Европы по тайскому боксу                                                                    | Лиссабон, Португалия         | 3 место                                                                          |
|      | Александр Савин    | Чемпионат Европы по тайскому боксу                                                                    | Лиссабон, Португалия         | 2 место                                                                          |
| 2015 | Хаял Джаниев       | Профессиональный турнир Top King World Series. Победа в полуфинале над легендарным Буакхау Банчамеком | Гонконг                      | 2 место                                                                          |
| 2016 | Хаял Джаниев       | Профессиональный турнир Top King World Series                                                         | Паттайя, Таиланд             | 2 место                                                                          |

## Организация международных турниров
| Дата       | Место проведения             | Название турнира                                                                        | Участники                                                |
| ---------- | ---------------------------- | --------------------------------------------------------------------------------------- | -------------------------------------------------------- |
| 2007-06-28 | Москва, УСК "Крылья Советов" | Матч Россия-Турция                                                                      | Россия, Турция                                           |
| 2007-09-01 | Челябинск, ДС "Метар"        | Матч Россия-Таиланд                                                                     | Россия, Таиланд                                          |
| 2008-05-09 | Челябинск, ДС "Юность"       | Международный профессиональный турнир "Битва чемпионов"                                 | Россия, Таиланд, Франция, Великобритания, Нидерланды     |
| 2008-12-19 | Челябинск, ДС "Юность"       | Отборочный турнир международного проекта The Contender Asia                             | Россия, Франция, Турция, Беларусь, Украина, Азербайджан  |
| 2011-02-23 | Челябинск, ЛА "Трактор"      | Международный профессиональный турнир "За Россию"                                       | Россия, Таиланд, Япония                                  |
| 2012-02-26 | Челябинск, ЛА "Трактор"      | Бой за титул Интерконтинентального чемпиона WBC Muaythai и чемпиона Европы WBC Muaythai | Россия, Франция                                          |
| 2012-05-04 | Челябинск, КРК "Маркштадт"   | Международный профессиональный турнир "Адреналин"                                       | Россия, Таиланд                                          |
| 2014-02-01 | Челябинск, ДС "Юность"       | Международный профессиональный турнир "За Россию"                                       | Россия, Бразилия                                         |
| 2023-11-24 | Челябинск, ДС "Юность"       | Международный профессиональный турнир "Адреналин"                                       | Россия, Таиланд, Италия, Бельгия, Иран, Марокко, Гонконг |